# Transclusão
Na ciência da computação, a transclusão é a inclusão de parte ou de tudo de um documento eletrônico em um ou mais outros documentos por hipertexto referência. A transclusão geralmente é realizada quando o documento de referência é exibido e normalmente é automático e transparente para o usuário final.
Foi o filósofo e sociólogo estadunidense Ted Nelson quem cunhou os termos transclusão e transcopyright em seu livro de 1982, Literary Machines. Pioneiro da Tecnologia da Informação, Ted Nelson já havia inventado novos conceitos nos anos de 1960 - hipertexto e hipermídia.

## História e implementação pelo Projeto Xanadu
Ted Nelson, que também originou as palavras "hipertexto" e "hipermídia", inventou o termo "transclusão" em seu livro de 1980 Máquinas literárias. Parte de sua proposta foi a ideia de que micropagamento s poderia ser exigido automaticamente do leitor para todo o texto, não importa quantos fragmentos de conteúdo sejam retirados de vários lugares.
No entanto, de acordo com Nelson, o conceito de transclusão já fazia parte de sua descrição de hipertexto de 1965.  Nelson define a transclusão como "o mesmo conteúdo conhecível em mais de um lugar", diferenciando-se de casos mais especiais, como, por exemplo, a inclusão de conteúdo de um local diferente (ele chama "transdelivery") ou uma citação explícita que permanece conectada aos seus origens (que ele chama de "transquotation").
Alguns sistemas de hipertexto, incluindo o próprio Projeto Xanadu de Ted Nelson, permitem a inclusão de transclusão. Nelson apresentou uma demonstração de transclusão na Web, o Little Transquoter (programado para a especificação de Nelson por Andrew Pam em 2004-2005). Ele cria um novo formato criado nos endereços das porções das páginas da Web; quando desreferido, cada porção na página resultante permanece clicada em seu contexto original.